# Двадцяткова система числення

Цифри двадцяткової системи народу Аляски інуп'як (kaktovik iñupiaq)

Двадцяткова система числення — позиційна система числення з основою 20 для позначення будь-якого дійсного числа. Часто поєднується з п'ятірковою системою числення. Використовуються або арабські цифри або будь-які інші графічні символи для позначення від «0» до «19».
Вважається, що, як і десяткова система числення, може бути пов'язана з рахунком на пальцях рук. Двадцять — кількість пальців рук і ніг. Мовою ескімосів 20 означає: ціла людина. Двадцяткова система використовується в багатьох мовах, зокрема в йоруба, серед тлінкітів, які використовують систему майя, у деяких кавказьких та азійських мовах. Також у європейських мовах основа 20 збереглася в деяких мовних конструкціях для деяких чисел. Французькою мовою vingt (20), quatre-vingts, 4 x 20 (80). Данською tyve (скорочення від tresindstyve), що означає 3 x 20 (60). Валлійською uagain (20), deugain, 2 x 20 (40). Баскською мовою, наприклад, 57 називається berrogeita hamazazpi або berrogei («дві двадцятки»), eta («і») і hamazazpi («сімнадцять»). Грузинською мовою, ოცდაათი (двадцять і десять (30)), ორმოცი (два двадцять (40)). На одному із грузинських гірських діалектів 120 — «шість двадцять», 140 — «сім двадцять».

## Подання чисел

Позначення цифр двадцяткової системи обчислення майя з п'ятірковою підосновою

Є різні способи представлення числа у двадцятковій системі. Наприклад, один з них, з використанням арабських цифр, передбачає позначення від 0 до 19, при якому двозначні ряди відокремлюються крапками, кожен ряд має дві цифри для подачі 19 одиниць. Вищий ряд (справа наліво) множиться на 20. Після одиниць від 1 до 19, другий ряд побудований на основі числа 20, третій ряд базується на числі 400, четвертий — 8 000, п'ятий — 160 000, шостий — 3 200 000, сьомий — 64 000 000… Значення кожного ряду множиться на число, подане від 1 до 19. Дроби, після цілих чисел, виділяються комою. У позиційній системі цивілізації майя оник представлений мушлею. У різних місцях Мезоамерики знайдені зразки, які доводять, що мезоамериканські культури мали спільну спадщину. Двадцяткова система лічби є частиною цієї спільної спадщини.
Як і в десятковій системі, у двадцятковій число читається, починаючи з ряду з найбільшим значенням і закінчуючи одиницями, тобто — зліва направо, якщо запис вертикальний — зверху вниз. Запис числа у двадцятковій системі лічби може мати вигляд 00.00.00.00.00.00.00, де, зліва направо: 1-19х64000000.1-19х3200000.1-19х160000.1-19х8000.1-19х400.1-19х20.1-19.
Таким чином, десяткові 112 000 000 буде: 01.15.00.00.00.00.00, тобто 1 х 64 000 000, 15 х 3 200 000, нульовий ряд з 160 000, нульовий ряд з 8000, нульовий ряд з 400, нульовий ряд з 20 і нуль одиниць (64 000 000 + 15 х 3 200 00 = 112 000 000). Десяткове число дві тисячі двадцять три (2023) у двадцятковій системі (з використанням арабських цифр) буде записане: 05.01.03. Тобто 5 по 400, 1 по 20, 3 одиниці. 2023 = (5 X 400) + (1 X 20) + 3 одиниці.
| Запис деяких чисел і їхні назви мовами майя, науатль (сучасна) і науатль (класична) | Запис деяких чисел і їхні назви мовами майя, науатль (сучасна) і науатль (класична) | Запис деяких чисел і їхні назви мовами майя, науатль (сучасна) і науатль (класична) | Запис деяких чисел і їхні назви мовами майя, науатль (сучасна) і науатль (класична) | Запис деяких чисел і їхні назви мовами майя, науатль (сучасна) і науатль (класична) | Запис деяких чисел і їхні назви мовами майя, науатль (сучасна) і науатль (класична) | Запис деяких чисел і їхні назви мовами майя, науатль (сучасна) і науатль (класична) | Запис деяких чисел і їхні назви мовами майя, науатль (сучасна) і науатль (класична) | Запис деяких чисел і їхні назви мовами майя, науатль (сучасна) і науатль (класична) | Запис деяких чисел і їхні назви мовами майя, науатль (сучасна) і науатль (класична) |
| 20 (01.00)                                                                          | 40 (02.00)                                                                          | 60 (03.00)                                                                          | 80 (04.00)                                                                          | 100 (05.00)                                                                         | 120 (06.00)                                                                         | 140 (07.00)                                                                         | 160 (08.00)                                                                         | 180 (09.00)                                                                         | 200 (10.00)                                                                         |
| ----------------------------------------------------------------------------------- | ----------------------------------------------------------------------------------- | ----------------------------------------------------------------------------------- | ----------------------------------------------------------------------------------- | ----------------------------------------------------------------------------------- | ----------------------------------------------------------------------------------- | ----------------------------------------------------------------------------------- | ----------------------------------------------------------------------------------- | ----------------------------------------------------------------------------------- | ----------------------------------------------------------------------------------- |
|                                                                                     |                                                                                     |                                                                                     |                                                                                     |                                                                                     |                                                                                     |                                                                                     |                                                                                     |                                                                                     |                                                                                     |
| Hun k'áal                                                                           | Ka' k'áal                                                                           | Óox k'áal                                                                           | Kan k'áal                                                                           | Ho' k'áal                                                                           | Wak k'áal                                                                           | Uk k'áal                                                                            | Waxak k'áal                                                                         | Bolon k'áal                                                                         | Lahun k'áal                                                                         |
| Sempouali                                                                           | Ompouali                                                                            | Yepouali                                                                            | Naupouali                                                                           | Makuilpouali                                                                        | Chikuasempouali                                                                     | Chikompouali                                                                        | Chikuepouali                                                                        | Chiknaupouali                                                                       | Majtlakpouali                                                                       |
| Cempohualli                                                                         | Ompohualli                                                                          | Yeipohualli                                                                         | Nauhpohualli                                                                        | Macuilpohualli                                                                      | Chicuacepohualli                                                                    | Chicomepohualli                                                                     | Chicueipohualli                                                                     | Chicnahuipohualli                                                                   | Matlacpohualli                                                                      |
|                                                                                     |                                                                                     |                                                                                     |                                                                                     |                                                                                     |                                                                                     |                                                                                     |                                                                                     |                                                                                     |                                                                                     |
| 220 (11.00)                                                                         | 240 (12.00)                                                                         | 260 (13.00)                                                                         | 280 (14.00)                                                                         | 300 (15.00)                                                                         | 320 (16.00)                                                                         | 340 (17.00)                                                                         | 360 (18.00)                                                                         | 380 (19.00)                                                                         | 400 (1.00.00)                                                                       |
|                                                                                     |                                                                                     |                                                                                     |                                                                                     |                                                                                     |                                                                                     |                                                                                     |                                                                                     |                                                                                     |                                                                                     |
| Buluk k'áal                                                                         | Lahka'a k'áal                                                                       | Óox lahun k'áal                                                                     | Kan lahun k'áal                                                                     | Ho' lahun k'áal                                                                     | Wak lahun k'áal                                                                     | Uk lahun k'áal                                                                      | Waxak lahun k'áal                                                                   | Bolon lahun k'áal                                                                   | Hun bak                                                                             |
| Majtlaktli onse pouali                                                              | Majtlaktli omome pouali                                                             | Majtlaktli omeyi pouali                                                             | Majtlaktli onnaui pouali                                                            | Kaxtolpouali                                                                        | Kaxtolli onse pouali                                                                | Kaxtolli omome pouali                                                               | Kaxtolli omeyi pouali                                                               | Kaxtolli onnaui pouali                                                              | Sentsontli                                                                          |
| Matlactli huan ce pohualli                                                          | Matlactli huan ome pohualli                                                         | Matlactli huan yei pohualli                                                         | Matlactli huan nahui pohualli                                                       | Caxtolpohualli                                                                      | Caxtolli huan ce pohualli                                                           | Caxtolli huan ome pohualli                                                          | Caxtolli huan yei pohualli                                                          | Caxtolli huan nahui pohualli                                                        | Centzontli                                                                          |

Зображення чисел у деяких народів може подаватися гліфами. Ацтеки записували число у стовпчик, у якому найменші значення подавалися внизу. Також народи Америки використовували прапор для позначення числа 20, перо — для зображення ряду на основі числа 400, мішок — для представлення ряду на основі числа 8000.

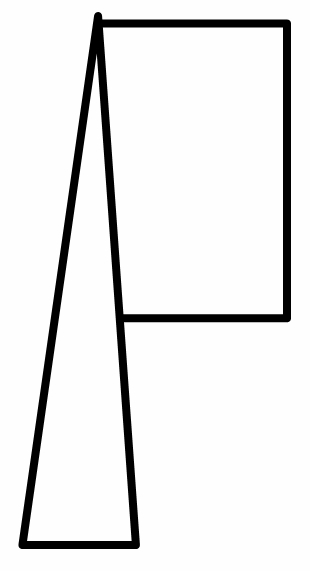
20
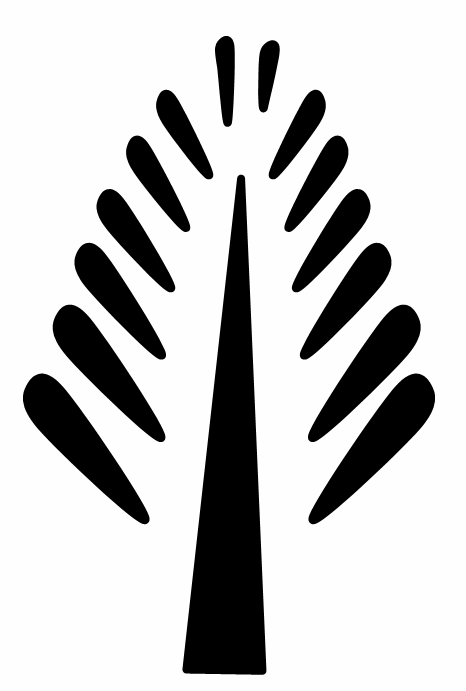
400
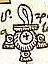
8000

Гліф повторюється кілька разів, подібно до повторення крапок для позначення множини одиниць.
Носії мови науатль використовували слово pohualli для позначення ряду на основі числа 20:
Cempohualli (20), ompohualli (40), epohualli (60), nauhpohualli (80), macuilpohualli (100)… У наведених числівниках ce(m) — '1', om(e)-/on- — '2', e(i) — '3', nahui > nauh — '4'… Словом tzontli називали ряд, заснований на числі чотириста: Centzontli (400), ontzontli (800), etzontli (1200)…
Слово xiquipilli позначало ряд на основі числа 8000:
Cenxiquipilli (8000), onxiquipilli (16000), exiquipilli (24000)… Іншими словами були pohualxiquipilli (8 000 X 20 = 160 000), tzonxiquipilli (160 000 X 20 = 3 200 000), pohualtzonxiquipilli (3 200 000 X 20 = 64 000 000)… Вимовляючи число, між рядами вставляли прийменник «іпан» (на), відповідно до зображення вищого ряду над меншим. Помножити 4 одиниці на 2 одиниці, вимовлялося як nappa ome (чотири помножити на два). Поділити 4 одиниці на 2 — nahui itzalan ome (чотири на два). Додати 4 і 2 — nahui ihuan ome (чотири додати два). Відняти від 4 два — nahui iyoh ome (чотири відняти два. Сказати «4 кома два» — nahui ica ome (чотири з двома). Знак «дорівнює» (=) був названий inamic". 16 + 42 = 58 → ihuan ompohualli omome inamic ompohualli ipan caxtolli omeyi.

### Запис чисел з використанням цифр і літер
Є й інший спосіб запису числа у двадцятковій системі. Для того, щоб використовувати арабські цифри і кожен ряд позначати одним символом, а не двама, до десяти цифр ще додають дев'ять літер. Це можуть бути букви української абетки — А (10), Б (11), В (12), Г (13), Ґ (14), Д (15), Е (16), Є (17), Ж (18), З (19) — або латинські — А (10), В (11), С (12), D (13), E (14), F (15), G (16), Н (17), І (18), J (19) — або будь-які інші прийнятні і зрозумілі для загалу графічні символи. В такому випадку крапки між рядами не ставлять. Тоді, десяткове число, скажімо, 587 433 221 може мати вигляд:
93B9311 (09.03.11.09.03.01.01).
Open Location Code використовує для своїх геокодів безпечну версію основи 20. Символи цього алфавіту вибрано так, щоб уникнути випадкового утворення слів. Розробники оцінили всі можливі набори з 20 букв тридцятьма різними мовами на ймовірність утворення слів і вибрали набір, який утворював якомога менше впізнаваних слів.
Алфавіт також призначений для зменшення друкарських помилок, уникнення візуально подібних цифр.
| Основа 20    | 0 | 1 | 2 | 3 | 4 | 5 | 6 | 7 | 8 | 9 | 10 | 11 | 12 | 13 | 14 | 15 | 16 | 17 | 18 | 19 |
| Цифрові коди | 2 | 3 | 4 | 5 | 6 | 7 | 8 | 9 | C | F | G  | H  | J  | M  | P  | Q  | R  | V  | W  | X  |

## Двадцяткова система в календарі Мезоамерики
У майя місяць мав 20 днів. У році їх було 18 (360 діб). Тиждень складався з 5 днів, а місяць поділявся на чотири тижні по 5 днів.

## Обрахунки у двадцятковій системі лічби
Додавання чисел, написаних у стовпчик чи в рядок, починається з одиниць. Щоб додати 25 (1,05) і 25 (1,05), результатом якого є 50 (2,10), треба .05 + .05 = 10 (десять одиниць). Потім 01 + 01 = 02 (два рази по двадцять). 75 + 75 = 150, 03.15+03.15=07.10. Спочатку додаються одиниці (15 + 15 = 30). Оскільки 30 більше, ніж 20 на 10, залишаємо 10 одиниць, а решту 20 (одну одиницю) переносимо в наступний, вищий «двадцятковий», ряд. У другому ряді додаємо 03 + 03 = 06, доплюсовуємо ще одну одиницю, з нижчого ряду, 06 + 01 = 07. 7 X 20 + 10 = 140 + 10 = 150.
327+852=1179: 16.07+02.02.12=02.18.19.
Віднімаємо, 150 — 75 = 75: 07.10-03.15=03.15. Починаємо з одиниць (.10-.15). До 10 одиниць додаємо 20 одиниць, тому що 10 менше, ніж 15: 30 — 15 = 15, і переносимо одне число з 20 одиниць до наступного, двадцяткового ряду (03 + 01 = 04). Віднімаємо: 07 -04 = 03.
Інший приклад 180-65 = 115 (09.00-03.05=05.15): до .00 додаємо 20, віднімаємо 05 і отримуємо 15. У двадцятковому ряді додаємо 03 + 01 = 04 і віднімаємо: 09 -04 = 05.
Множення. Щоб помножити 25 (01,05) на чотири (04), результатом якого є 100 (05,00), потрібно почати з одиниць: 05×4=20. 20, як одиниця, переноситься до вищого, двадцяткового ряду. Потім 04 X 01=04, додається 1, результат — 05.00. Коли помножити 19.01 (381 у десятковій системі) на два, отримаємо 01.18.02 (762 у десятковій системі). Тобто, 01×2=02, 19×2=38, 18 залишається у двадцятковому ряді, а 20, як одиниця, переноситься у вищий ряд. 400 + 360 + 2. 19.01 X 02 = 01.18.02. Помноживши 19.01 (381 у десятковій системі) на три, ми отримаємо 02.17.03 (1 143 у десятковій системі). Починаємо з множення одиниць 3 X 01=03. Множимо у наступному ряді 3 X 19 = 57. У двадцятковому ряді записуємо 17, а 40, як дві одиниці, переносимо у вищий ряд, 02.17.03. Тобто 800 + 340 + 3 = 1 143.
Таблиця множення у двадцятковій системі лічби
| X  | 01 | 02    | 03    | 04    | 05    | 06    | 07    | 08    | 09    | 10    | 11    | 12    | 13    | 14    | 15    | 16    | 17    | 18    | 19    |
| 01 | 01 | 02    | 03    | 04    | 05    | 06    | 07    | 08    | 09    | 10    | 11    | 12    | 13    | 14    | 15    | 16    | 17    | 18    | 19    |
| 02 | 02 | 04    | 06    | 08    | 10    | 12    | 14    | 16    | 18    | 01.00 | 01.02 | 01.04 | 01.06 | 01.08 | 01.10 | 01.12 | 01.14 | 01.16 | 01.18 |
| 03 | 03 | 06    | 09    | 12    | 15    | 18    | 01.01 | 01.04 | 01.07 | 01.10 | 01.13 | 01.16 | 01.19 | 02.02 | 02.05 | 02.08 | 02.11 | 02.14 | 02.17 |
| 04 | 04 | 08    | 12    | 16    | 01.00 | 01.04 | 01.08 | 01.12 | 01.16 | 02.00 | 02.04 | 02.08 | 02.12 | 02.16 | 03.00 | 03.04 | 03.08 | 03.12 | 03.16 |
| 05 | 05 | 10    | 15    | 01.00 | 01.05 | 01.10 | 01.15 | 02.00 | 02.05 | 02.10 | 02.15 | 03.00 | 03.05 | 03.10 | 03.15 | 04.00 | 04.05 | 04.10 | 04.15 |
| 06 | 06 | 12    | 18    | 01.04 | 01.10 | 01.16 | 02.01 | 02.08 | 02.14 | 03.00 | 03.06 | 03.12 | 03.18 | 04.04 | 04.10 | 04.16 | 05.02 | 05.08 | 05.14 |
| 07 | 07 | 14    | 01.01 | 01.08 | 01.15 | 02.02 | 02.09 | 02.16 | 03.03 | 03.10 | 03.17 | 04.04 | 04.11 | 04.18 | 05.05 | 05.12 | 05.19 | 06.06 | 06.13 |
| 08 | 08 | 16    | 01.04 | 01.12 | 02.00 | 02.08 | 02.16 | 03.04 | 03.12 | 04.00 | 04.08 | 04.16 | 05.04 | 05.12 | 06.00 | 06.08 | 06.16 | 07.04 | 07.12 |
| 09 | 09 | 18    | 01.07 | 01.16 | 02.05 | 02.14 | 03.03 | 03.12 | 04.01 | 04.10 | 04.19 | 05.08 | 05.17 | 06.06 | 06.15 | 07.04 | 07.13 | 08.02 | 08.11 |
| 10 | 10 | 01.00 | 01.10 | 02.00 | 02.10 | 03.00 | 03.10 | 04.00 | 04.10 | 05.00 | 05.10 | 06.00 | 06.10 | 07.00 | 07.10 | 08.00 | 08.10 | 09.00 | 09.10 |
| 11 | 11 | 01.02 | 01.13 | 02.04 | 02.15 | 03.06 | 03.17 | 04.08 | 04.19 | 05.10 | 06.11 | 06.12 | 07.03 | 07.14 | 08.05 | 08.16 | 09.07 | 09.18 | 10.09 |
| 12 | 12 | 01.04 | 01.16 | 02.08 | 03.00 | 03.12 | 04.04 | 04.16 | 05.08 | 06.00 | 06.12 | 07.04 | 07.16 | 08.08 | 09.00 | 09.12 | 10.04 | 10.06 | 11.08 |
| 13 | 13 | 01.06 | 01.19 | 02.12 | 03.05 | 03.18 | 04.11 | 05.04 | 05.17 | 06.10 | 07.03 | 07.16 | 08.09 | 09.02 | 09.15 | 10.08 | 11.01 | 11.14 | 12.07 |
| 14 | 14 | 01.08 | 02.02 | 02.16 | 03.10 | 04.04 | 04.18 | 05.12 | 06.06 | 07.00 | 07.14 | 08.08 | 09.02 | 09.16 | 10.10 | 11.04 | 11.18 | 12.12 | 13.06 |
| 15 | 15 | 01.10 | 02.05 | 03.00 | 03.15 | 04.10 | 05.05 | 06.00 | 06.15 | 07.10 | 08.05 | 09.00 | 09.15 | 10.10 | 11.05 | 12.00 | 12.15 | 13.10 | 14.05 |
| 16 | 16 | 01.12 | 02.08 | 03.04 | 04.00 | 04.16 | 05.12 | 06.08 | 07.04 | 08.00 | 08.16 | 09.12 | 10.08 | 11.04 | 12.00 | 12.16 | 13.12 | 14.08 | 15.04 |
| 17 | 17 | 01.14 | 02.11 | 03.08 | 04.05 | 05.02 | 05.19 | 06.16 | 07.13 | 08.10 | 09.07 | 10.04 | 11.01 | 12.18 | 12.15 | 13.12 | 14.09 | 15.06 | 16.03 |
| 18 | 18 | 01.16 | 02.14 | 06.12 | 04.10 | 05.08 | 06.06 | 07.04 | 08.02 | 09.00 | 09.18 | 10.16 | 11.04 | 12.12 | 13.10 | 14.08 | 15.06 | 16.04 | 17.02 |
| 19 | 19 | 01.18 | 02.17 | 03.16 | 04.15 | 05.14 | 06.13 | 07.12 | 08.11 | 09.10 | 10.09 | 11.08 | 12.07 | 13.06 | 14.05 | 15.04 | 16.03 | 17.02 | 18.01 |

Ділення розв'язується так само, як в десятковій системі, але є особливість виконання дій у десятковій частині, яка відокремлена комою. 77,5 : 25 (03.17,10 : 01.05 = 03,02). У двадцятковій системі одиниця ділиться на 20 частин, тому 0,10 становить половину одиниці (0,5), 00.10 + 00.10 дає 01.00.

## Дроби
Перетворення дробів десяткової системи у двадцяткову пов'язане з тим, що у двадцятковій половина (0,5) записується: 00,10. Тобто, десяті частини дробу перемножуємо на 2. На кожну соту цифру у дробах десяткової системи припадає чотири у двадцятковій системі, тому множимо на чотири. На кожну тисячну в десятковій системі припадає вісім у двадцятковій системі, отже, множимо на 8.
| Десяткова смстема | Множник | Двадцяткова смстема |
| 0,1               | X 2     | 00,02               |
| 0,01              | X 4     | 00,00.04            |
| 0,001             | X 8     | 00,00.00.08         |
| 0,0001            | X 16    | 00,00.00.00.16      |
| 0,00001           | X 32    | 00,00.00.00.01.12   |
| …                 | …       | …                   |
Дріб 0,98 (з десяткової системи), ми можемо легко перетворити у двадцяткову систему: а) беремо останню цифру після коми, 8, і множимо її на 4 (= 32), розкладаємо на 20 і 12, записуємо «.12», 20 — одиниця вищого ряду.
б) цифру 9 множимо на 2 (= 18) і додаємо перенесене (18 + 1 = 19) і записуємо: «00,19,12».
Отже, якщо ми хочемо поділити 55/4 (= 13,75), ми можемо представити це так: 02,15/04 = 13,15 у двадцятковій системі.
Дроби в десятковій системі числення складаються з кількох цифр, які представляють десяті, соті, тисячні… На кожну одиницю десяткової системи припадає дві одиниці двадцяткової системи, адже одиниця десяткової системи числення має 10 одиниць, а двадцяткової — 20.
Таблиця дробів
| Дроби десяткової системи | Десяткові дроби | Дроби двадцяткової системи | Десяткові дроби |
| 1/100                    | 0,01            | 01/05.00                   | 00,00.04        |
| 2/100                    | 0,02            | 02/05.00                   | 00,00.08        |
| 3/100                    | 0,03            | 03/05.00                   | 00,00.12        |
| 4/100                    | 0.04            | 04/05.00                   | 00,00.16        |
| 5/100                    | 0.05            | 05/05.00                   | 00,01           |
| 6/100                    | 0,06            | 06/05.00                   | 00,01.04        |
| 7/100                    | 0,07            | 07/05.00                   | 00,01.08        |
| 8/100                    | 0,08            | 08/05.00                   | 00,01.12        |
| 9/100                    | 0.09            | 09/05.00                   | 00,01.16        |
| 10/100                   | 0,10            | 10/05.00                   | 00,02           |
| 11/100                   | 0,11            | 11/05.00                   | 00,02.04        |
| 12/100                   | 0.12            | 12/05.00                   | 00,02.08        |
| 13/100                   | 0,13            | 13/05.00                   | 00.02.12        |
| 14/100                   | 0,14            | 14/05.00                   | 00,02.16        |
| 15/100                   | 0,15            | 15/05.00                   | 00.03           |
| 16/100                   | 0,16            | 16/05.00                   | 00,03.04        |
| 17/100                   | 0,17            | 17/05.00                   | 00,03.08        |
| 18/100                   | 0,18            | 18/05.00                   | 00,03.12        |
| 19/100                   | 0,19            | 19/05.00                   | 00,03.16        |
| 20/100                   | 0,20            | 01.00/05.00                | 00,04           |
| 21/100                   | 0,21            | 01.01/05.00                | 00.04.04        |
| 22/100                   | 0,22            | 01.02/05.00                | 00,04.08        |
| 23/100                   | 0,23            | 01.03/05.00                | 00,04.12        |
| 24/100                   | 0,24            | 01.04/05.00                | 00,04.16        |
| 25/100                   | 0,25            | 01.05/05.00                | 00,05           |
| 26/100                   | 0,26            | 01.06/05.00                | 00,05.04        |
| 27/100                   | 0,27            | 01.07/05.00                | 00,05.08        |
| 28/100                   | 0,28            | 01.08/05.00                | 00,05.12        |
| 29/100                   | 0,29            | 01.09/05.00                | 00,05.16        |
| 30/100                   | 0,30            | 01.10/05.00                | 00,06           |
| 31/100                   | 0,31            | 01.11/05.00                | 00,06.04        |
| 32/100                   | 0,32            | 01.12/05.00                | 00,06.08        |
| …                        | …               | …                          | …               |
| 60/100                   | 0,60            | 03.00/05.00                | 00,12           |
| 61/100                   | 0,61            | 03.01/05.00                | 00,12.04        |
| 62/100                   | 0,62            | 03.02/05.00                | 00,12.08        |
| …                        | …               | ..                         | …               |
| 72/100                   | 0,72            | 03.12/05.00                | 00,14.08        |
| …                        | …               | ..                         | …               |
| 82/100                   | 0,82            | 04.02/05.00                | 00,16.08        |
| …                        | …               | ..                         | …               |
| 85/100                   | 0,85            | 04.05/05.00                | 00,18           |
| …                        | …               | ..                         | …               |
| 95/100                   | 0,95            | 04.15/05.00                | 00,19           |
| 96/100                   | 0,96            | 04.16/05.00                | 00,19.04        |
| 97/100                   | 0,97            | 04.17/05.00                | 00,19.08        |
| 98/100                   | 0,98            | 04.18/05.00                | 00,19.12        |
| 99/100                   | 0,99            | 04.19/05.00                | 00,19.16        |
| 100/100                  | 1,00            | 05.00/05.00                | 01,00           |

## Дійсні числа
| Ірраціональні числа                                                 | В десятковій           | У двадцятковій                                |
| ------------------------------------------------------------------- | ---------------------- | --------------------------------------------- |
| √ 2 (довжина діагоналі квадрата)                                    | 1,41421356237309…      | 1.08.05.13.14.03.07.19.16.15.00.09.17.06…     |
| √ 3 (довжина діагоналі куба)                                        | 1,73205080756887…      | 1. 14.12.16.08.02.11.13.13.15.05.06.01.07…    |
| √ 5 (довжина просторової діагоналі прямокутника)                    | 2,2360679774997…       | 2.04.14.08.10.17.10.11.03.19.17.16.18.11…     |
| φ (золотий перетин)                                                 | 1,6180339887498…       | 1. 12.07.04.05.08.15.05.11.19.18.18.09.05…    |
| трансцендентні числа                                                | Десяткова              | Двадцяткова                                   |
| π (відношення довжини кола до проміру))                             | 3,14159265358979…      | 3.02.16.12.14.16.09.16.11.17.19.09.13.02…     |
| E (основа логарифма)                                                | 2,7182818284590452…    | 2. 14.07.06.05.01.17.00.08.11.00.12.09.05…    |
| γ (гранична різниця між гармонійним рядом і натуральним логарифмом) | 0,5772156649015328606… | 0. 11.10.17.14.10.02.11.01.09.11.13.18.11.18… |

## Переведення чисел з десяткової і двадцяткової систем лічби
Щоб перетворити десяткове число у двадцяткову систему лічби, треба на величину, яка представляє ряд, ділити число, заокруглене відповідно до показника ряду, що не перевищує її у 20 разів і не є меншим цієї величини, щоб остача ділилася на величину нижчого ряду. Наприклад, 587 433 221.
580 000 000 (заокруглене число, менше, аніж 1 280 000 000, але більше, ніж 64 000 000) : 64 000 000 = 9 (09.), залишок 4 000 000 ділимо на величину нижчого ряду — 3 200 000, буде 1 (01.), 800 000 ділимо на 160 000, отримаємо 5 (05.). Отже, 580 000 000 у двадцятковій системі — 09.01.05.00.00.00.00.
7 400 000 : 3 200 00 = 2 (02.), 1 000 000:160 000=6 (06.), 40 000:8 000=5 (05.). Отже, 7 400 000 — 02.06.05.00.00.00. Тобто, 7 400 000 — 02.06.05.00.00.00.
Додаємо два значення:
09.01.05.00.00.00.00+02.06.05.00.00.00 =09.03.11.05.00.00.00 — запис числа 587 400 000.
33 000:8 000=4 (04.), 1000:400=2 (02.), 200:20=10, 04.02.10 — запис числа 33 000.
220:20=11 (11.), найнижчий ряд — 1, 11.01 — запис числа 221. Додаємо: 04.02.10+11.01=04.03.01.01 — 33 221.
04.03.01.01+09.03.11.05.00.00.00=09.03.11.09.03.01.01.
Отже, 587 433 221 = 09.03.11.09.03.01.01.
Двадцяткове число перетворюється у десяткову систему перемножуванням величин рядів і додаванням.
09.03.11.09.03.01.01
09х64 000 000+03×3 200 000+11×160 000+09×8 000+03×400+01×20+01=
576 000 000+9 600 000+1 760 000+72 000+1200+20+1=
587 433 221.